# ハセガワダイスケ
ハセガワダイスケ（1982年2月15日 - ）は日本のシンガーソングライター、歌手、作曲家。

## 来歴・人物
高校時代は町田市のゴスペルクワイア「Sounds of JOY Gospel Choir」に参加した。卒業後、1年間アメリカテキサス州へ渡り英語を学ぶ。
菅野祐悟の元アシスタントでもある。
2014年に『ガンダム Gのレコンギスタ』ED曲「Gの閃光」でボーカルを担当した。
2016年に『ジョジョの奇妙な冒険～ダイヤモンドは砕けない～』３クール目OP曲「Great Days」を、ジャズシンガーの青木カレンとのデュエットで担当した。また『クラシカロイド』挿入歌「情熱について語るべき2、3の真実～田園より～」でボーカルを担当した（編曲は布袋寅泰）。
コーラスを得意とし、「昼顔」や「東京タラレバ娘」等のドラマ、アニメ、映画サウンドトラックで多くのコーラスを担当している。
2016年4月よりNHK松山放送局ニュース番組「ひめポン！」、2017年4月よりNHK「NHKニュースおはよう日本」の音楽を制作する等、作曲家としても活動する。

## エピソード
「Gの閃光」は元々仮歌を担当していたが、富野由悠季が声を気に入り本採用される。
また、「Gのレコンギスタ」本編ではED曲以外にも挿入歌「ハイフン・スタッカート」で歌唱している。

## ボーカル担当作品

### 2014年
- 『ガンダム Gのレコンギスタ』エンディング「Gの閃光」＆挿入歌「ハイフン・スタッカート」歌唱

### 2016年
- bayfm ラジオドラマ『かもめラジオの世界』 主題歌「誰かの君の為の詩」作詞・歌唱
- NHKアニメ『クラシカロイド』挿入歌「情熱について語るべき2、3の真実～田園より～」
- アニメ『ジョジョの奇妙な冒険～ダイヤモンドは砕けない～』3クール目オープニング「Great Days」＆挿入歌

### 2017年
- CM『ホバーシャーク』

### 2018年
- アニメ『深夜!天才バカボン』挿入歌「おれはバカボンのパパ」「『うんこ男子』テーマソング」歌唱
- 映画『ニンジャバットマン』 挿入歌「GAT-TAI」作詞・歌唱
- 神楽酒造  CM『天孫降臨』
- NHK連続テレビ小説『半分、青い。』 第65話劇中ドラマ音楽の作詞・歌唱[2]
- フジテレビ系ドラマ『モンテ・クリスト伯ー華麗なる復讐ー』 挿入歌「Give it back」作詞・歌唱
- CM『エスカップNEXT』

### 2019年
- アニメ『ジョジョの奇妙な冒険 黄金の風』オープニングテーマ「裏切り者のレクイエム」

### 2020年
- アニメ『富豪刑事 Balance:UNLIMITED』劇中歌「フェスティバル・ナイト」

### 2021年
- Sound Horizon 7.5th or 8.5th Story BD『絵馬に願ひを! (Prologue Edition) 』
- Sound Horizon Around15周年記念祭(3月31日公演 シークレット出演)

### 2022年
- Sound Horizon 7.5th or 8.5th Story app『絵馬に願ひを! (Prologue Edition) 』

### 2023年
- Sound Horizon 7.5th or 8.5th Story Concert『絵馬に願ひを!』〜大神再臨祭〜 (4月13日 - 6月3日、東京国際フォーラム外、全18公演)　須久奈月人 役
- Sound Horizon 7.5th or 8.5th Story BD『絵馬に願ひを! (Full Edition) 』 須久奈月人 役

### 2024年
- 名探偵コナン 100万ドルの五稜星 (4月12日公開)　サウンドトラック

## コーラス参加作品

### 2020年
- アニメ『富豪刑事 Balance:UNLIMITED』

### 2019年
- 日本テレビ系ドラマ『偽装不倫』

### 2018年
- テレビ朝日系ドラマ『リーガルV〜元弁護士・小鳥遊翔子〜』
- アニメ『ジョジョの奇妙な冒険 黄金の風』
- アニメ『深夜!天才バカボン』
- NHK連続テレビ小説『半分、青い。』
- アニメ『ゴールデンカムイ』
- フジテレビ系ドラマ『モンテ・クリスト伯ー華麗なる復讐ー』
- CM『エスカップNEXT』
- フジテレビ系ドラマ『海月姫』
- 日本テレビ系ドラマ『もみ消して冬〜我が家の問題なかったことに〜』
- フジテレビ系ドラマ『FINAlL CUT』

### 2017年
- 映画『ミックス。』
- 映画『亜人』
- テレビ東京ドラマ『新宿セブン』楽曲提供
- 日本テレビ系ドラマ『奥様は、取り扱い注意』歌詞提供
- フジテレビ系ドラマ『刑事ゆがみ』
- TBSドラマ『監獄のお姫様』
- TBSドラマ『カンナさーん！』
- 日本テレビ系ドラマ『ウチの夫は仕事ができない』
- 映画『BLAME!』
- 映画『昼顔』
- フジテレビ系ドラマ『櫻子さんの足下には死体が埋まっている』
- 日本テレビ系ドラマ『母になる』
- CM「資生堂 ベネフィーク」
- 映画『ラストコップ THE MOVIE』
- フジテレビ系ドラマ『嫌われる勇気』
- 日本テレビ『東京タラレバ娘』
- 東海テレビ・フジテレビ系ドラマ『リテイク』
- フジテレビ系ドラマ『大貧乏』

### 2016年
- TBSドラマ『逃げるは恥だが役に立つ』
- 「バンダイチャンネル」サウンドロゴ
- ドラマ『世界一難しい恋』
- フジテレビ系ドラマ『ラヴソング』
- アニメ『ジョジョの奇妙な冒険〜ダイヤモンドは砕けない〜』
- 映画『高台家の人々』
- 日本テレビ系ドラマ『ヒガンバナ〜警視庁捜査七課〜』
- アニメ『亜人』

### 2015年
- 映画『レインツリーの国』
- 映画『劇場版MOZU』
- 映画『アリのままでいたい』
- テレビ朝日系ドラマ『アイムホーム』
- 関西テレビ・フジテレビ系ドラマ『銭の戦争』
- フジテレビ系ドラマ『昼顔〜平日午後3時の恋人たち〜』

### 2014年
- アニメ『ガンダム Gのレコンギスタ』
- TBS系ドラマ『MOZU』
- アニメ 『ジョジョの奇妙な冒険 スターダストクルセイダース』
- フジテレビ系ドラマ『極悪がんぼ』
- フジテレビ系ドラマ『天誅〜闇の仕置人〜』
- テレビ朝日系ドラマ『私の嫌いな探偵』

### 2013年
- フジテレビ系ドラマ『ミス・パイロット』
- TBS系ドラマ『安堂ロイド〜A.I. knows LOVE? 〜』
- TBS系ドラマ『TAKE FIVE〜俺たちは愛を盗めるか〜』
- NHK『サンデースポーツ サタデースポーツ』オープニング、エンディングテーマ
- 日本テレビ系ドラマ『シェアハウスの恋人』

## 音楽提供作品

### 2019年
- ドラマ『頭に来てもアホとは戦うな!』

### 2018年
- 映画『凛』
- ドラマ『やれたかも委員会』

### 2017年
- 『NHKニュースおはよう日本』
- フジテレビ新春大型ドラマ『君に捧げるエンブレム』

### 2016年
- 「バンダイチャンネル」サウンドロゴ
- NHK松山放送局 ニュース番組『ひめポン!』

### 2015年
- NEER「SOUND-SCAPE」作曲・編曲

### 2013年
- tomo_yo「snow heart」編曲、「初恋のメリークリスマス」作曲・編曲

## ギター参加作品

### 2018年
- 『半分、青い。』

### 2016年
- 『ラヴソング』
- 『ジョジョの奇妙な冒険 ダイヤモンドは砕けない』
- 映画『高台家の人々』
- 日本テレビ系ドラマ『ヒガンバナ〜警視庁捜査七課〜』
- TVアニメ『亜人』

### 2015年
- フジテレビ系ドラマ『世にも奇妙な物語　25周年記念！〜映画監督編〜』
- 映画『レインツリーの国』
- 映画『劇場版MOZU』
- 映画『劇場版 PSYCHO-PASS サイコパス』

### 2014年
- 『PSYCHO-PASS サイコパス 2』

## 作詞提供作品

### 2013年
- 日本テレビ系ドラマ『シェアハウスの恋人』
- NHK「サンデースポーツ サタデースポーツ」オープニング、エンディング
- TBS系ドラマ『TAKE FIVE』
- フジテレビ系ドラマ『ミス・パイロット』